# Wimbledon F.C.
Wimbledon Football Club a fost un club englez de fotbal profesionist din Wimbledon, sud-vestul Londrei.

## Legături externe
- The official website of AFC Wimbledon
- The Wimbledon Old Players Association Arhivat în 5 martie 2009, la Wayback Machine.
- The official website of Milton Keynes Dons F.C.
- Statistics for part of Wimbledon FC's existence Arhivat în 23 aprilie 2009, la Wayback Machine.
- Wimbledon at the Football Club History Database